# Festival de Cinema Queer Mawjoudin
El Festival de Cinema Queer Mawjoudin (àrab: مهرجان موجودين للأفلام الكويرية, Mahrajān Mawjūdīn li-l-Aflām al-Kwīriyya; anglès: Mawjoudin Queer Film Festival) és un festival de cinema anual de Tunísia amb temàtica LGBTI. Va començar en 2018, sent el primer festival de cinema LGBTI del país. Està organitzat per Mawjoudin, una ONG tunisiana, el nom de la qual pot traduir-se com ‘Existim’. El festival se centra en les identitats queer, especialment de persones del sud global.
La primera edició del festival va tenir lloc entre el 15 i el 18 de gener de 2018, rebent finançament de la Fundació Hirschfeld Eddy. Els temes principals van ser el gènere i les sexualitats no heteronormatives. A més de mostrar tant curts com llargmetratges, el festival va incloure concerts i debats.
La segona edició del festival va tenir lloc entre el 22 i el 25 de març de 2019. Entre els objectius de l'edició està representar tot l'espectre LGBTIQ amb una ferma mirada feminista. En aquesta edició es van mostrar un total de 31 films, que incloïen treballs argentins, xinesos, indis, kenyans, pakistanesos, portuguesos i tunisians. A més, igual que en la primera edició, el programa el van completar accions artístiques i un taller de teatre.